# Ilha do Guajirú

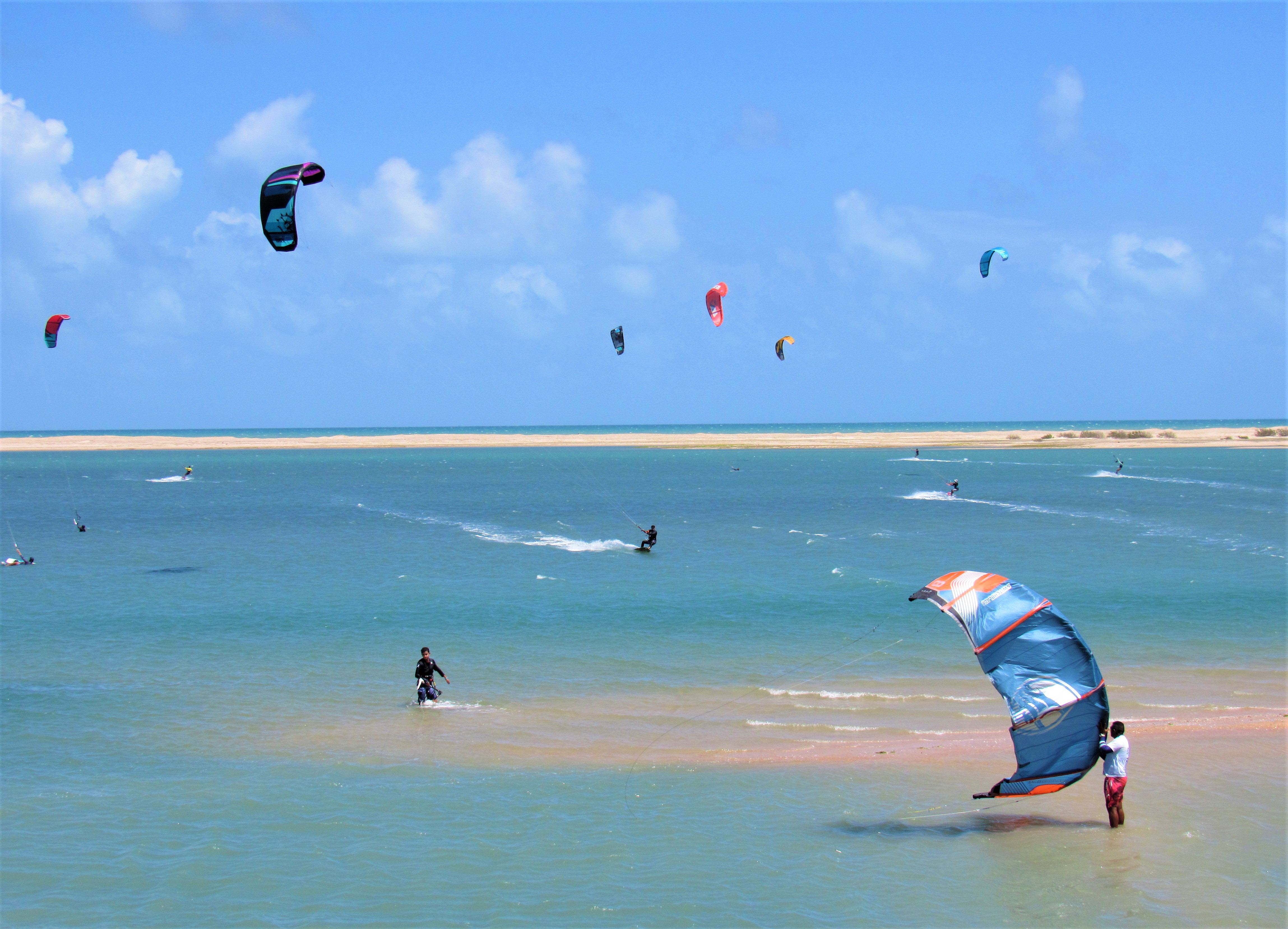
De lagune met op de achtergrond het schiereiland

Guajiru-eiland (in het Portugees: Ilha do Guajirú) is een schiereiland gevormd door een kleine strook zand gelegen in de gemeente Itarema in de Braziliaanse deelstaat Ceará. Deze zandstrook wordt van het vasteland gescheiden door een zoutwaterlagune, zonder golven, met een gemiddelde diepte van één meter, waardoor het strand ideaal is om te kitesurfen. Door de passaatwinden gedurende 8 maanden van het jaar en een uitgestrekt "meer" gevormd bij vloed, wordt het beschouwd als een goede plek om op "vlak" water kitesurfen te beoefenen.  
De naam is afgeleid van de ikakopruim, die in het Portugees guajirú genoemd wordt.   
Het is een van de meest bezochte toeristische plekken in Itarema en ontvangt vooral tijdens het hoogseizoen toeristen. Er staan geen gebouwen op het schiereiland. Het is eigendom van de Braziliaanse marine, en er is hierdoor geen bebouwing toegestaan. Het schiereiland is alleen bereikbaar per boot.